# Басра
Басра или Ал-Басра (Арабски: البصرة) е град, административен център на област Басра, Южен Ирак. Населението на града през 2012 година е 2 009 767 души. Трети по-големина град в страната.

## География
Градът се намира близо до канала Шат ал-Араб, на 55 километра от Персийския залив и на 545 километра от столицата Багдад.

## История
Основан е от халиф Омар през 636 г. Той е важно пристанище и през двете световни войни. Населението на града спада драстично по време на Ирано-иракската война – абсолютният минимум е 400 000 души, а градът на няколко пъти е обстрелван с ракети от иранските военни сили.
След първата война в Персийския залив населението на града се вдига на бунт срещу Саддам Хусейн, който е потушен с цената на хиляди жертви и с унищожаване на цели квартали. Като наказание Саддам лишава града от правото му на основно пристанище на страната и мести много ресурси в Ум Касър.
По време на втората война в Залива районът около града е охраняван от хиляди войници поради страховете, че може да се повтори екокатастрофата от 1991. Обсаден е от близо 8000 британски войници, подкрепени от над 2000 полски войници, и след двуседмични битки в покрайнините и в крайните квартали жителите му се предават. Активната съпротива обаче продължава до май 2003, като и през 2004 градът става свидетел на няколко самоубийствени атаки със стотици жертви.

## Икономика
Районът около града е богат на петрол и е осеян със стотици кладенци. Произвеждат се и ориз, ечемик, жито и плодове. Дневният капацитет на рафинериите на Басра е малко над 140 000 варела, но от началото на войната в Ирак той не е минавал границата от 100 000, а няколко пъти е спиран напълно заради терористични атаки срещу инфраструктурата на петролната индустрия.

## Население
| Година | Население |
| ------ | --------- |
| 1965   | 324 508   |
| 1987   | 406 296   |
| 2012   | 2 009 767 |

## Известни личности
Родени в Басра
- Аббас ибн ал-Ахнаф (750 – 808), поет
- Абу Хасан Ашари (874 – 936), богослов
- Абу Тахсин ал Салхи (1953 – 2017), военен
- Ибн ал-Хайтам (965 – 1039), учен

Починали в Басра
- Сюлейман Аскери (1884 – 1915), офицер
- Аббас ибн ал-Ахнаф (750 – 808), поет